# Gelatina de ternera

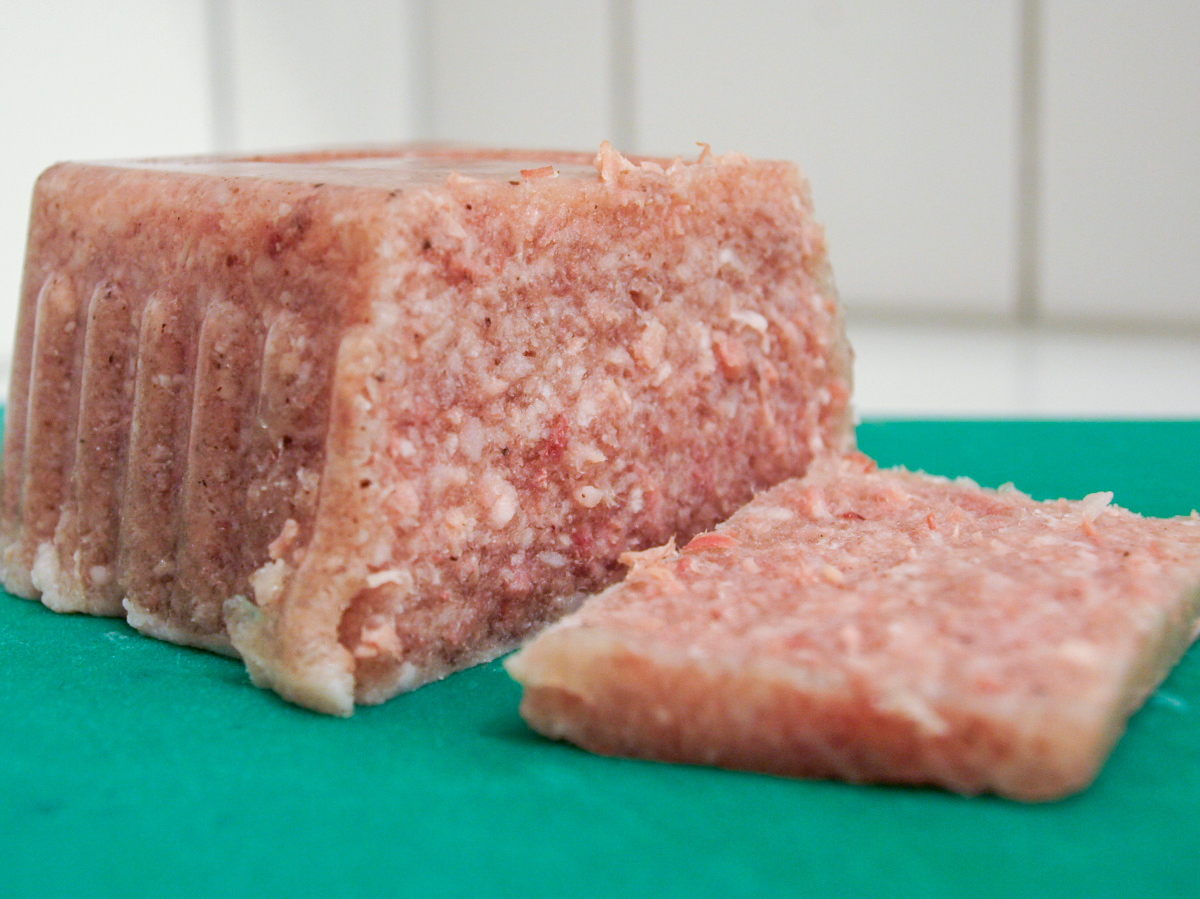
Gelatina de ternera (kalvsylta) tradicional de Suecia

La gelatina de ternera es una comida fría sueca tradicional de Navidad basada en carne de ternera, aunque suele también hacerse con carne de cerdo, adobada con cebolla, y  especias como laurel y pimienta. 
Se consume directo del refrigerador, generalmente acompañada de papas y remolachas, o sobre knäckebröd. 
Es un plato típico de Navidad en Suecia, considerado uno de los pocos que se conservan del smörgåsbord tradicional.

## Preparación
La carne se cuece en agua con sal hasta que suelta el hueso y luego se corta en tajadas finas. Luego se la mezcla con gelatina y el caldo, y se la coloca en un molde a congelar. 